# Vidua togoensis
Vidua togoensis  (лат.) — вид птиц из семейства вдовушковых. Ранее считался конспецифичным с несколькими другими видами. Как и их, его иногда помещают в отдельный род Steganura.

## Распространение
Обитают в Бенине, Камеруне, Чаде, Кот-д’Ивуаре, Гане, Мали, Сьерра-Леоне и Того, а также в Гвинее, Либерии, Бенине (одно сообщение).

## Описание
Длина тела около 12,5 см. Вес зрелого самца 40—43 г. Брачное оперение самца включает чёрную сверху и по бокам голову, жёлтую заднюю сторону шеи, чёрное горло, слегка ржавого цвета верх груди.

### Вокализация
Песня подражает песне Pytilia hypogrammica.

## Биология
Питаются мелкими семенами трав, которые подбирают с земли.
МСОП присвоил виду охранный статус LC.